# Орио-Канавезе
Орио-Канавезе (итал. Orio Canavese) — коммуна в Италии, располагается в регионе Пьемонт, в провинции Турин.
Население составляет 781 человек (2008 г.), плотность населения составляет 112 чел./км². Занимает площадь 7 км². Почтовый индекс — 10010. Телефонный код — 011.
В коммуне 8 сентября особо празднуется Рождество Пресвятой Богородицы.

## Демография
Динамика населения:

## Администрация коммуны
- Официальный сайт: http://www.comune.oriocanavese.to.it/